# Priamus (tạp chí)
Linh mục (ISSN 1015-8243) là một tạp chí khoa học được xuất bản bởi Trung tâm nghiên cứu côn trùng học, Ankara, Thổ Nhĩ Kỳ. Được thành lập vào năm 1981 và xuất bản các tài liệu nghiên cứu từ trung tâm về các chủ đề bao gồm sinh thái, phân phối, phân loại, danh pháp và hình thái của côn trùng. Tin tức về Trung tâm cũng được bao gồm. Priamus là một tạp chí đa ngôn ngữ và xuất hiện bằng tiếng Thổ Nhĩ Kỳ, Duy Ngô Nhĩ, tiếng Anh, tiếng Đức và tiếng Trung Quốc. Tính đến năm 2007, tổng biên tập là Ahmet Ömer Koçak. Từ năm 2015 trở đi, tạp chí này chỉ được xuất bản trực tuyến.
Một ấn phẩm bổ sung, Priamus Supplement (ISSN 1015-8243), đã được bắt đầu xuất bản vào năm 2006.
Cả Priamus và Priamus Supplement đều được lưu trữ thường xuyên tại kho Lưu trữ Internet.